# Europastraße 573
Die Europastraße 573 (kurz: E 573) ist ein Teil des internationalen Straßennetzes. Die in Nord-Süd-Richtung größtenteils durch Ungarn verlaufende, 204 Kilometer lange Europastraße führt von Uschhorod (ukr. Ужгород) in der Ukraine bis nach Püspökladány in Ungarn.

## Orte und Länge der Teilstrecken an der E573
Die Straße führt durch folgende Orte: Uschhorod – Tschop – ukrainisch-ungarische Grenze – Záhony – Kisvárda – Nyíregyháza – Debrecen – Hajdúszoboszló – Püspökladány.

## Streckenverlauf
Die E 573 beginnt bei Uschhorod, der Hauptstadt der Oblast Transkarpatiens, an der Kreuzung mit der E 50, der E 58 und der E 81. Sie führt dann auf der M 06 in südlicher Richtung nach Tschop zur ukrainisch-ungarischen Grenze. Über die Grenzbrücke der Theiß geht die E 573 in die Hauptstraße 4-es főút bei Záhony über. Bis 2015 soll die Verkehrsführung durch die Autópálya M34 ersetzt werden.
An Kisvárda vorbei trifft die E 573 bei Nyíregyháza auf die E 79, mit der sie sich die Strecke bis Debrecen teilt. In südwestlicher Richtung wird dann Hajdúszoboszló passiert, bis die E 573 in Püspökladány auf die E 60 trifft.